# 애정과 반항
애정과 반항은 한국에서 제작된 오승호 감독의 1959년 영화이다. 최명수 등이 주연으로 출연하였고 함훈식 등이 제작에 참여하였다.

## 출연

### 주연
- 최명수
- 장신영
- 김웅

## 제작진
- 조명: 김영달
- 녹음: 최칠복
- 미술: 김세나